# Arabis kazbegi
Arabis kazbegi là một loài thực vật có hoa trong họ Cải. Loài này được Mtshkvet. mô tả khoa học đầu tiên năm 1975.